# September (radioprogram)
September var ett radioprogram som sändes i Sveriges Radio P3 mellan 31 augusti 1987 och 29 december 1989. 
Det var ett program med popmusik och diverse tävlingar som lyssnarna kunde ringa in och delta i. September sändes i "luckorna" mellan andra längre programblock, ofta med Pontus Enhörning som programledare. 